# Medalistki mistrzostw Polski seniorów w rzucie oszczepem
Medalistki mistrzostw Polski seniorów w rzucie oszczepem – zdobywczynie medali seniorskich mistrzostw Polski w konkurencji rzutu oszczepem.
Rzut oszczepem kobiet rozgrywany jest na mistrzostwach kraju od mistrzostw w 1923 r., które odbyły się w Warszawie. Pierwszą w historii mistrzynią Polski została zawodniczka Pogoni Lwów Stefania Ditczuk, która uzyskała wynik 21,20 m. Zawody mistrzowskie w latach 1923-1926 były rozgrywane oszczepem o ciężarze 800 g. Dopiero od 1927 używany jest oszczep o ciężarze 600 g. Od 1999 używa się nowego typu oszczepu, który ma przesunięty w stosunku do poprzedniego środek ciężkości.
Najwięcej medali mistrzostw Polski (dziewiętnaście) zdobyła Genowefa Patla, która również zdobyła najwięcej złotych (czternaście).
Aktualny rekord mistrzostw Polski seniorów w rzucie oszczepem wynosi 63,93 m i został ustanowiony przez Marię Andrejczyk podczas mistrzostw w 2024 w Bydgoszczy. Rekord mistrzostw w rzucie oszczepem starego typu wynosi 62,76 m i należy do Bernadetty Blechacz od mistrzostw w 1979 w Poznaniu.

## Medalistki
| NR – rekord kraju \| PB – rekord życiowy \| SB – najlepszy wynik w sezonie \| NL – najlepszy wynik w polskich tabelach w sezonie |

| Mistrzostwa              | 1. miejsce                                 | Rezultat | 2. miejsce                                | Rezultat | 3. miejsce                              | Rezultat |
| 1922                     | nie rozgrywano                             |          |                                           |          |                                         |          |
| Warszawa 1923            | Stefania Ditczuk Pogoń Lwów                | 21,20    | Hanna Jabłczyńska AZS Warszawa            | 13,70    | Zofia Klukowska Warszawianka            | 12,80    |
| Warszawa 1924            | Helena Woynarowska AZS Warszawa            | 25,00    | Stefania Paruszewska Sokół Warszawa       | 21,86    | Jarosława Szmid Polonia Warszawa        | 17,10    |
| Warszawa 1925            | Zofia Chenclewska Sokół-Grażyna Warszawa   | 23,40    | Halina Konopacka AZS Warszawa             | 22,86    | Hanna Jabłczyńska AZS Warszawa          | 22,39    |
| Warszawa 1926            | Halina Konopacka AZS Warszawa              | 27,44    | Genowefa Kobielska ŁKS Łódź               | 24,05    | Maria Malinowska Cracovia               | 22,22    |
| Poznań 1927              | Maria Malinowska Cracovia                  | 29,50    | Maria Lange AZS Poznań                    | 29,15    | Irena Jaśnikowska Cracovia              | 24,33    |
| Kraków 1928              | Maria Malinowska Cracovia                  | 33,77    | Maria Lange AZS Poznań                    | 31,43    | Halina Konopacka AZS Warszawa           | 31,06    |
| Warszawa 1929            | Maria Malinowska Cracovia                  | 34,45    | Helena Majer Cracovia                     | 29,77    | Irena Jaśnikowska Cracovia              | 29,69    |
| Bydgoszcz 1930           | Halina Konopacka AZS Warszawa              | 32,63    | Genowefa Kobielska Polonia Warszawa       | 31,44    | Wanda Jasieńska AZS Warszawa            | 30,27    |
| Warszawa 1931            | Maria Kwaśniewska ŁKS Łódź                 | 34,48    | Wanda Jasieńska AZS Poznań                | 34,01    | Halina Konopacka AZS Warszawa           | 31,42    |
| Łódź 1932                | Zofia Smętek ŁKS Łódź                      | 30,51    | Wanda Jasieńska AZS Poznań                | 29,65    | Helena Woynarowska AZS Warszawa         | 24,205   |
| Królewska Huta 1933      | Wanda Jasieńska AZS Poznań                 | 34,55    | Maria Kwaśniewska ŁKS Łódź                | 33,58    | Genowefa Cejzik AZS Warszawa            | 33,32    |
| Warszawa 1934            | Maria Kwaśniewska ŁKS Łódź                 | 39,61 NR | Zofia Smętek ŁKS Łódź                     | 34,78    | Aniela Sikora Stadion Chorzów           | 30,89    |
| Kraków 1935              | Maria Kwaśniewska ŁKS Łódź                 | 36,56    | Zofia Smętek Warszawianka                 | 32,35    | Genowefa Cejzik AZS Warszawa            | 31,53    |
| Łódź 1936                | Maria Kwaśniewska ŁKS Łódź                 | 42,77    | Zofia Smętek Warszawianka                 | 35,41    | Dutka Warszawianka                      | 33,27    |
| Bydgoszcz 1937           | Genowefa Cejzik Strzelec Katowice          | 32,70    | Dutka Warszawianka                        | 32,21    | Jadwiga Wajsówna Boruta Zgierz          | 30,60    |
| Grudziądz 1938           | Stanisława Walasiewicz Warszawianka        | 36,30    | Helena Balcerek Polonia Warszawa          | 35,80    | Dutka Warszawianka                      | 29,76    |
| Chorzów 1939             | Maria Kwaśniewska-Trytko AZS Warszawa      | 37,55    | Helena Balcerek Polonia Warszawa          | 36,66    | Wanda Flakowicz Warszawianka            | 35,10    |
| 1940-1944                | nie rozgrywano                             |          |                                           |          |                                         |          |
| Łódź 1945                | Helena Balcerek Skra Warszawa              | 33,35    | Helena Stachowicz Legia Kraków            | 31,86    | Helena Szendzielorz Lignoza Krywałd     | 31,11    |
| Kraków 1946              | Maria Kwaśniewska AZS Warszawa             | 39,42    | Helena Stachowicz Legia Kraków            | 34,63    | Irena Klimowska HKS Zakopane            | 30,35    |
| Katowice 1947            | Melania Sinoracka Pomorzanin Toruń         | 35,60    | Helena Stachowicz Legia Kraków            | 34,56    | Jadwiga Konik HKS Kraków                | 28,74    |
| Bydgoszcz 1948           | Melania Sinoracka Pomorzanin Toruń         | 37,96    | Helena Stachowicz Legia Kraków            | 37,01    | Jadwiga Brześniowska ZZK Poznań         | 32,75    |
| Łódź 1949                | Helena Stachowicz Związkowiec Kraków       | 36,84    | Melania Sinoracka Kolejarz Toruń          | 36,77    | Jadwiga Konik Kolejarz Kraków           | 35,98    |
| Kraków 1950              | Helena Stachowicz Związkowiec Kraków       | 37,57    | Maria Ciach Włókniarz Tomaszów            | 34,15    | Irena Klimowska Kolejarz Kraków         | 33,35    |
| Warszawa 1951            | Jadwiga Konik Kolejarz Kraków              | 37,74    | Helena Stachowicz Włókniarz Kraków        | 36,98    | Helena Szendzielorz Unia Krywałd        | 35,40    |
| Wrocław 1952             | Maria Ciach Włókniarz Tomaszów             | 41,92    | Jadwiga Dobrzycka OWKS Lublin             | 40,06    | Zofia Stańko AZS-AWF Warszawa           | 39,20    |
| Warszawa 1953            | Maria Ciach Włókniarz Tomaszów             | 46,02 NR | Jadwiga Dobrzycka OWKS Lublin             | 40,25    | Jadwiga Konik Kolejarz Kraków           | 40,03    |
| Warszawa 1954            | Jadwiga Majka CWKS Warszawa                | 40,42    | Kazimiera Piec CWKS Warszawa              | 38,58    | Anna Wojtaszek Budowlani Opole          | 38,38    |
| Łódź 1955                | Urszula Figwer AZS Kraków                  | 51,18 NR | Anna Wojtaszek Budowlani Opole            | 49,36    | Jadwiga Majka CWKS Warszawa             | 48,81    |
| Zabrze 1956              | Anna Wojtaszek Budowlani Opole             | 49,63    | Jadwiga Majka CWKS Warszawa               | 48,62    | Urszula Figwer AZS Kraków               | 48,38    |
| Poznań 1957              | Maria Grabowska Start Gdynia               | 45,67    | Irena Starzyńska LZS Bydgoszcz            | 45,59    | Urszula Figwer AZS Kraków               | 45,46    |
| Bydgoszcz 1958           | Maria Grabowska MKS Gdynia                 | 49,61    | Urszula Figwer AZS Kraków                 | 48,86    | Irena Starzyńska Nadwiślanin Chełmno    | 45,78    |
| Gdańsk 1959              | Urszula Figwer AZS Kraków                  | 50,36    | Maria Grabowska LKS Sopot                 | 48,06    | Teresa Tubek LKS Sopot                  | 46,99    |
| Olsztyn 1960             | Urszula Figwer AZS Kraków                  | 54,90 NR | Maria Grabowska LKS Sopot                 | 46,35    | Lucyna Krawcewicz AZS Szczecin          | 45,72    |
| Nowa Huta 1961           | Teresa Tubek SLA Sopot                     | 47,09    | Ksawera Grochal Czarni Wrocław            | 46,01    | Lucyna Krawcewicz AZS Wrocław           | 45,65    |
| Warszawa 1962            | Ksawera Grochal Gwardia Wrocław            | 49,13    | Teresa Trukawińska Spójnia Gdańsk         | 47,46    | Jadwiga Bochucińska Zawisza Bydgoszcz   | 46,83    |
| Bydgoszcz 1963           | Ksawera Grochal Gwardia Wrocław            | 49,48    | Teresa Trukawińska Spójnia Gdańsk         | 45,91    | Urszula Figwer AZS Kraków               | 45,54    |
| Warszawa 1964            | Daniela Tarkowska ŁKS Łódź                 | 50,55    | Lucyna Krawcewicz AZS Wrocław             | 48,60    | Urszula Figwer AZS Kraków               | 45,56    |
| Szczecin 1965            | Lucyna Krawcewicz AZS Wrocław              | 49,60    | Urszula Figwer AZS Kraków                 | 48,94    | Daniela Tarkowska AZS Poznań            | 46,82    |
| Poznań 1966              | Daniela Tarkowska AZS Poznań               | 53,10    | Urszula Figwer AZS Kraków                 | 50,84    | Lucyna Krawcewicz ŁKS Łódź              | 50,42    |
| Chorzów 1967             | Daniela Tarkowska AZS Poznań               | 56,38    | Lucyna Krawcewicz ŁKS Łódź                | 52,68    | Cecylia Bajer Naprzód Rydułtowy         | 51,12    |
| Zielona Góra 1968        | Daniela Jaworska AZS Poznań                | 55,06    | Lucyna Krawcewicz ŁKS Łódź                | 53,04    | Barbara Kalisiak AZS Poznań             | 49,44    |
| Kraków 1969              | Daniela Jaworska Skra Warszawa             | 59,64 NR | Cecylia Bajer Naprzód Rydułtowy           | 52,22    | Zofia Solarska Stal Mielec              | 48,38    |
| Warszawa 1970            | Daniela Jaworska Skra Warszawa             | 57,34    | Ewa Gryziecka Piast Gliwice               | 56,72    | Zofia Gąska Stal Mielec                 | 49,56    |
| Warszawa 1971            | Daniela Jaworska Skra Warszawa             | 56,66    | Ewa Gryziecka Piast Gliwice               | 56,44    | Cecylia Bajer Naprzód Rydułtowy         | 53,34    |
| Warszawa 1972            | Ewa Gryziecka Piast Gliwice                | 60,60    | Daniela Jaworska Skra Warszawa            | 59,62    | Renata Śliwińska Neptun Gdańsk          | 54,22    |
| Warszawa 1973            | Daniela Jaworska Skra Warszawa             | 60,88    | Jadwiga Saganowska Skra Warszawa          | 55,38    | Renata Śliwińska Neptun Gdańsk          | 54,68    |
| Warszawa 1974            | Daniela Jaworska Skra Warszawa             | 55,22    | Florentyna Flak MKS-AZS Gdańsk            | 52,60    | Cecylia Bajer Naprzód Rydułtowy         | 51,74    |
| Bydgoszcz 1975           | Ewa Gryziecka Piast Gliwice                | 61,14    | Renata Śliwińska Neptun Gdańsk            | 58,30    | Daniela Jaworska Spójnia Warszawa       | 58,26    |
| Bydgoszcz 1976           | Daniela Jaworska Spójnia Warszawa          | 57,20    | Helena Hańczyn Górnik Zabrze              | 55,12    | Renata Śliwińska Neptun Gdańsk          | 55,04    |
| Bydgoszcz 1977           | Bernadetta Blechacz Lechia Gdańsk          | 59,14    | Maria Jabłońska Orkan Poznań              | 52,84    | Barbara Łatko AZS Warszawa              | 52,02    |
| Warszawa 1978            | Bernadetta Blechacz Lechia Gdańsk          | 59,60    | Felicja Kinder KKS Kluczbork              | 53,64    | Maria Jabłońska Orkan Poznań            | 51,24    |
| Poznań 1979              | Bernadetta Blechacz Lechia Gdańsk          | 62,76    | Renata Kostrzewska Lechia Gdańsk          | 55,82    | Maria Jabłońska Orkan Poznań            | 55,58    |
| Łódź 1980                | Bernadetta Blechacz Lechia Gdańsk          | 55,46    | Maria Jabłońska Orkan Poznań              | 52,64    | Renata Kostrzewska Lechia Gdańsk        | 52,06    |
| Zabrze 1981              | Bernadetta Blechacz Lechia Gdańsk          | 60,72    | Maria Jabłońska Orkan Poznań              | 54,60    | Genowefa Olejarz AZS-AWF Warszawa       | 53,70    |
| Lublin 1982              | Genowefa Olejarz AZS Warszawa              | 58,14    | Maria Jabłońska Lechia Gdańsk             | 51,00    | Mariola Dankiewicz Start Lublin         | 50,20    |
| Bydgoszcz 1983           | Genowefa Olejarz AZS Warszawa              | 57,48    | Bernadetta Blechacz Lechia Gdańsk         | 54,58    | Maria Jabłońska Lechia Gdańsk           | 52,76    |
| Lublin 1984              | Genowefa Olejarz AZS Warszawa              | 61,22    | Mariola Dankiewicz Start Lublin           | 54,42    | Maria Jabłońska Lechia Gdańsk           | 54,12    |
| Bydgoszcz 1985           | Genowefa Olejarz AZS Warszawa              | 57,28    | Maria Jabłońska Lechia Gdańsk             | 52,52    | Iwona Machowina Zawisza Bydgoszcz       | 51,82    |
| Grudziądz 1986           | Genowefa Olejarz AZS Warszawa              | 61,04    | Maria Jabłońska Lechia Gdańsk             | 57,04    | Iwona Machowina Zawisza Bydgoszcz       | 53,22    |
| Poznań 1987              | Małgorzata Kiełczewska Start Lublin        | 58,64    | Maria Jabłońska Lechia Gdańsk             | 56,46    | Krystyna Zgierska Gryf Słupsk           | 54,40    |
| Grudziądz 1988           | Genowefa Patla AZS Warszawa                | 59,42    | Małgorzata Kiełczewska Start Lublin       | 56,24    | Krystyna Mączka Lechia Gdańsk           | 55,40    |
| Kraków 1989              | Mariola Dankiewicz Start Lublin            | 59,86    | Genowefa Patla AZS-AWF Warszawa           | 56,70    | Krystyna Mączka Lechia Gdańsk           | 52,26    |
| Piła 1990                | Genowefa Patla AZS-AWF Warszawa            | 58,64    | Krystyna Mączka Lechia Gdańsk             | 54,66    | Elżbieta Frątczak Maraton Turek         | 50,66    |
| Kielce 1991              | Genowefa Patla AZS-AWF Warszawa            | 58,86    | Krystyna Mączka Lechia Gdańsk             | 54,42    | Mariola Dankiewicz Start Lublin         | 54,36    |
| Warszawa 1992            | Genowefa Patla AZS-AWF Warszawa            | 60,96    | Krystyna Mączka Lechia Gdańsk             | 54,20    | Joanna Prysak AZS-AWF Warszawa          | 47,72    |
| Kielce 1993              | Genowefa Patla AZS-AWF Warszawa            | 55,90    | Joanna Kapusta AZS-AWF Warszawa           | 54,18    | Ewa Rybak Lechia Tomaszów Maz.          | 53,72    |
| Piła 1994                | Genowefa Patla AZS-AWF Warszawa            | 58,06    | Ewa Rybak Skra Warszawa                   | 53,72    | Edyta Blauciak Śląsk Wrocław            | 49,24    |
| Warszawa 1995            | Genowefa Patla AZS-AWF Warszawa            | 56,10    | Ewa Rybak Skra Warszawa                   | 54,78    | Renata Nieroda AZS-AWF Kraków           | 50,20    |
| Piła 1996                | Ewa Rybak Skra Warszawa                    | 59,36    | Genowefa Patla AZS-AWF Warszawa           | 58,44    | Agnieszka Krukowska Warszawianka        | 53,20    |
| Bydgoszcz 1997           | Ewa Rybak Skra Warszawa                    | 58,00    | Genowefa Patla AZS-AWF Warszawa           | 56,56    | Barbara Madejczyk AZS-AWF Gdańsk        | 54,76    |
| Wrocław 1998             | Ewa Rybak Skra Warszawa                    | 60,05    | Genowefa Patla AZS-AWF Warszawa           | 56,89    | Barbara Madejczyk AZS-AWF Gdańsk        | 55,16    |
| Kraków 1999              | Ewa Rybak Skra Warszawa                    | 57,35    | Genowefa Patla AZS-AWF Warszawa           | 56,16    | Magdalena Czenska LKS Ziemi Puckiej     | 54,38    |
| Kraków 2000              | Genowefa Patla AZS-AWF Warszawa            | 56,51    | Barbara Madejczyk AZS-AWF Gdańsk          | 55,10    | Izabella Wojczakowska Skra Warszawa     | 52,67    |
| Bydgoszcz 2001           | Monika Kołodziejska-Mrówka AZS-AWF wrocław | 58,24    | Ewa Rybak Skra Warszawa                   | 58,23    | Barbara Madejczyk AZS-AWF Gdańsk        | 58,22    |
| Szczecin 2002            | Ewa Rybak Skra Warszawa                    | 58,46    | Barbara Madejczyk AZS-AWF Gdańsk          | 55,99    | Izabella Wojczakowska Skra Warszawa     | 53,78    |
| Bielsko-Biała 2003       | Barbara Madejczyk Medicolux Katowice       | 55,57    | Izabella Wojczakowska Skra Warszawa       | 51,98    | Magdalena Czenska AZS-AWF Warszawa      | 50,20    |
| Bydgoszcz 2004           | Barbara Madejczyk Jantar Ustka             | 60,04    | Magdalena Czenska AZS-AWF Warszawa        | 53,26    | Joanna Bałdyga MUKS Płock               | 50,17    |
| Biała Podlaska 2005      | Barbara Madejczyk Jantar Ustka             | 61,05    | Izabella Wojczakowska AZS-AWF Kraków      | 52,22    | Monika Kołodziejska Start Skierniewice  | 50,34    |
| Bydgoszcz 2006           | Barbara Madejczyk Jantar Ustka             | 58,24    | Urszula Jasińska Polonia Pasłęk           | 57,11    | Agnieszka Lewandowska AZS-AWFiS Gdańsk  | 53,02    |
| Poznań 2007              | Urszula Jasińska Polonia Pasłęk            | 59,20    | Barbara Madejczyk Jantar Ustka            | 57,35    | Anna Urbicka AZS-AWF Warszawa           | 50,89    |
| Szczecin 2008            | Urszula Piwnicka SKLA Sopot                | 59,86    | Barbara Madejczyk Jantar Ustka            | 59,51    | Joanna Bałdyga AZS-AWF Warszawa         | 55,44    |
| Bydgoszcz 2009           | Urszula Piwnicka SKLA Sopot                | 60,02    | Barbara Madejczyk Jantar Ustka            | 57,53    | Karolina Mor Hańcza Suwałki             | 54,80    |
| Bielsko-Biała 2010       | Magdalena Czenska AZS-AWF Warszawa         | 53,95    | Danuta Plewnia AZS Politechniki Opolskiej | 51,17    | Marta Kąkol GKS Luzino                  | 48,57    |
| Bydgoszcz 2011           | Magdalena Czenska AZS-AWF Warszawa         | 55,53    | Danuta Plewnia AZS Politechniki Opolskiej | 51,32    | Barbara Madejczyk Jantar Ustka          | 51,05    |
| Bielsko-Biała 2012       | Magdalena Czenska AZS-AWF Warszawa         | 57,22 PB | Urszula Jakimowicz SKLA Sopot             | 54,56 SB | Marta Kąkol AZS-AWFiS Gdańsk            | 53,91 PB |
| Toruń 2013               | Barbara Madejczyk Jantar Ustka             | 57,69 SB | Magdalena Czenska AZS-AWF Warszawa        | 54,09 SB | Urszula Jakimowicz SKLA Sopot           | 53,37    |
| Szczecin 2014            | Urszula Jakimowicz SKLA Sopot              | 55,77    | Barbara Madejczyk Jantar Ustka            | 54,53    | Marta Kąkol AZS-AWFiS Gdańsk            | 53,24    |
| Kraków 2015              | Marcelina Witek SKLA Sopot                 | 56,80 SB | Marta Kąkol AZS-AWFiS Gdańsk              | 56,34 PB | Urszula Jakimowicz SKLA Sopot           | 53,17 SB |
| Bydgoszcz 2016           | Maria Andrejczyk Hańcza Suwałki            | 60,70    | Marcelina Witek SKLA Sopot                | 57,31    | Marta Kąkol AZS-AWFiS Gdańsk            | 53,46    |
| Białystok 2017           | Marcelina Witek Polanik Piotrków Tryb.     | 59,21    | Klaudia Maruszewska Jantar Ustka          | 55,21    | Kamila Zdybał Gwardia Szczytno          | 54,46 SB |
| Lublin 2018              | Marcelina Witek AML Słupsk                 | 55,97    | Klaudia Maruszewska Jantar Ustka          | 52,72    | Karolina Bołdysz AZS-AWFiS Gdańsk       | 52,58 SB |
| Radom 2019               | Maria Andrejczyk Hańcza Suwałki            | 59,00    | Karolina Bołdysz AZS-AWFiS Gdańsk         | 53,22    | Aleksandra Ostrowska AZS-AWFiS Gdańsk   | 52,02 SB |
| Włocławek 2020           | Maria Andrejczyk Hańcza Suwałki            | 62,66 SB | Aleksandra Ostrowska AZS-AWFiS Gdańsk     | 52,84    | Joanna Hajdrowska RLTL ZTE Radom        | 51,46 SB |
| Poznań 2021              | Maria Andrejczyk Hańcza Suwałki            | 59,69    | Klaudia Regin LKS Jantar Ustka            | 54,87    | Karolina Bołdysz AZS-AWFiS Gdańsk       | 51,73 SB |
| Suwałki 2022             | Maria Andrejczyk Hańcza Suwałki            | 57,53    | Karolina Bołdysz AZS-AWFiS Gdańsk         | 55,23 SB | Klaudia Regin LKS Jantar Ustka          | 53,78    |
| Gorzów Wielkopolski 2023 | Marcelina Witek-Konofał AML Słupsk         | 58,26 SB | Gabriela Andrukonis KS Podlasie Białystok | 52,47    | Angelika Antoniak KS Podlasie Białystok | 49,66 SB |
| Bydgoszcz 2024           | Maria Andrejczyk LUKS Hańcza Suwałki       | 63,93 SB | Marcelina Witek-Konofał AML Słupsk        | 54,29    | Małgorzata Maślak ULKS Tychowo          | 53,61    |

## Klasyfikacja medalowa
W historii mistrzostw Polski seniorów na podium tej imprezy stanęło w sumie 87 oszczepniczek. Najwięcej medali – 19 – wywalczyła Genowefa Patla, która zdobyła również najwięcej złotych medali – (14). W tabeli kolorem wyróżniono zawodniczki, którzy wciąż są czynnymi lekkoatletkami.
| Lp. | Zawodniczka             | Złoto | Srebro | Brąz | Razem |
| 1.  | Genowefa Patla          | 14    | 4      | 1    | 19    |
| 2.  | Daniela Jaworska        | 10    | 1      | 2    | 13    |
| 3.  | Maria Kwaśniewska       | 6     | 1      | 0    | 7     |
| 4.  | Maria Andrejczyk        | 6     | 0      | 0    | 6     |
| 5.  | Barbara Madejczyk       | 5     | 6      | 4    | 15    |
| 6.  | Bernadetta Blechacz     | 5     | 1      | 0    | 6     |
| 7.  | Ewa Rybak               | 4     | 4      | 1    | 9     |
| 8.  | Marcelina Witek-Konefał | 4     | 2      | 0    | 6     |
| 9.  | Urszula Figwer          | 3     | 3      | 4    | 10    |
| 10. | Magdalena Czenska       | 3     | 2      | 2    | 7     |
| 11. | Urszula Piwnicka        | 3     | 1      | 0    | 4     |
| 12. | Maria Malinowska        | 3     | 0      | 1    | 4     |
| 13. | Helena Stachowicz       | 2     | 5      | 0    | 7     |
| 14. | Maria Grabowska         | 2     | 2      | 0    | 4     |
| 14. | Ewa Gryziecka           | 2     | 2      | 0    | 4     |
| 16. | Halina Konopacka        | 2     | 1      | 2    | 5     |
| 17. | Maria Ciach             | 2     | 1      | 0    | 3     |
| 17. | Ksawera Grochal         | 2     | 1      | 0    | 3     |
| 17. | Melania Sinoracka       | 2     | 1      | 0    | 3     |
| 20. | Lucyna Krawcewicz       | 1     | 3      | 3    | 7     |
| 21. | Jadwiga Majka           | 1     | 3      | 1    | 5     |
| 22. | Zofia Smętek            | 1     | 3      | 0    | 4     |
| 23. | Genowefa Cejzik         | 1     | 2      | 2    | 5     |
| 24. | Wanda Jasieńska         | 1     | 2      | 1    | 4     |
| 24. | Teresa Tubek            | 1     | 2      | 1    | 4     |
| 26. | Helena Balcerek         | 1     | 2      | 0    | 3     |
| 27. | Mariola Dankiewicz      | 1     | 1      | 2    | 4     |
| 27. | Urszula Jakimowicz      | 1     | 1      | 2    | 4     |
| 29. | Anna Wojtaszek          | 1     | 1      | 1    | 3     |
| 30. | Małgorzata Kiełczewska  | 1     | 1      | 0    | 2     |
| 31. | Jadwiga Konik           | 1     | 0      | 3    | 4     |
| 32. | Monika Kołodziejska     | 1     | 0      | 1    | 2     |
| 32. | Helena Woynarowska      | 1     | 0      | 1    | 2     |
| 34. | Zofia Chenclewska       | 1     | 0      | 0    | 1     |
| 34. | Stefania Ditczuk        | 1     | 0      | 0    | 1     |
| 34. | Stanisława Walasiewicz  | 1     | 0      | 0    | 1     |
| 37. | Maria Jabłońska         | 0     | 7      | 4    | 11    |
| 38. | Krystyna Mączka         | 0     | 3      | 2    | 5     |
| 39. | Klaudia Regin           | 0     | 3      | 1    | 4     |
| 40. | Renata Śliwińska        | 0     | 2      | 4    | 6     |
| 41. | Karolina Bołdysz        | 0     | 2      | 2    | 4     |
| 41. | Izabella Wojczakowska   | 0     | 2      | 2    | 4     |
| 43. | Maria Lange             | 0     | 2      | 0    | 2     |
| 43. | Danuta Plewnia          | 0     | 2      | 0    | 2     |
| 45. | Marta Kąkol             | 0     | 1      | 4    | 5     |
| 46. | Cecylia Bajer           | 0     | 1      | 3    | 4     |
| 47. | Dutka                   | 0     | 1      | 2    | 3     |
| 48. | Hanna Jabłczyńska       | 0     | 1      | 1    | 2     |
| 48. | Joanna Kapusta          | 0     | 1      | 1    | 2     |
| 48. | Aleksandra Ostrowska    | 0     | 1      | 1    | 2     |
| 48. | Irena Starzyńska        | 0     | 1      | 1    | 2     |
| 52. | Gabriela Andrukonis     | 0     | 1      | 0    | 1     |
| 52. | Florentyna Flak         | 0     | 1      | 0    | 1     |
| 52. | Helena Hańczyn          | 0     | 1      | 0    | 1     |
| 52. | Felicja Kinder          | 0     | 1      | 0    | 1     |
| 52. | Helena Majer            | 0     | 1      | 0    | 1     |
| 52. | Stefania Paruszewska    | 0     | 1      | 0    | 1     |
| 52. | Kazimiera Piec          | 0     | 1      | 0    | 1     |
| 52. | Jadwiga Saganowska      | 0     | 1      | 0    | 1     |
| 60. | Joanna Bałdyga          | 0     | 0      | 2    | 2     |
| 60. | Zofia Gąska             | 0     | 0      | 2    | 2     |
| 60. | Irena Jaśnikowska       | 0     | 0      | 2    | 2     |
| 60. | Irena Klimowska         | 0     | 0      | 2    | 2     |
| 60. | Iwona Machowina         | 0     | 0      | 2    | 2     |
| 60. | Helena Szendzielorz     | 0     | 0      | 2    | 2     |
| 60. | Edyta Blauciak          | 0     | 0      | 1    | 1     |
| 67. | Angelika Antoniak       | 0     | 0      | 1    | 1     |
| 67. | Jadwiga Bochucińska     | 0     | 0      | 1    | 1     |
| 67. | Jadwiga Brześniowska    | 0     | 0      | 1    | 1     |
| 67. | Wanda Flakowicz         | 0     | 0      | 1    | 1     |
| 67. | Elżbieta Frątczak       | 0     | 0      | 1    | 1     |
| 67. | Joanna Hajdrowska       | 0     | 0      | 1    | 1     |
| 67. | Barbara Kalisiak        | 0     | 0      | 1    | 1     |
| 67. | Zofia Klukowska         | 0     | 0      | 1    | 1     |
| 67. | Agnieszka Krukowska     | 0     | 0      | 1    | 1     |
| 67. | Agnieszka Lewandowska   | 0     | 0      | 1    | 1     |
| 67. | Barbara Łatko           | 0     | 0      | 1    | 1     |
| 67. | Małgorzata Maślak       | 0     | 0      | 1    | 1     |
| 67. | Karolina Mor            | 0     | 0      | 1    | 1     |
| 67. | Renata Nieroda          | 0     | 0      | 1    | 1     |
| 67. | Aniela Sikora           | 0     | 0      | 1    | 1     |
| 67. | Zofia Stańko            | 0     | 0      | 1    | 1     |
| 67. | Jarosława Szmid         | 0     | 0      | 1    | 1     |
| 67. | Anna Urbicka            | 0     | 0      | 1    | 1     |
| 67. | Jadwiga Wajsówna        | 0     | 0      | 1    | 1     |
| 67. | Kamila Zdybał           | 0     | 0      | 1    | 1     |
| 67. | Krystyna Zgierska       | 0     | 0      | 1    | 1     |

## Zmiany nazwisk
Niektóre zawodniczki w trakcie kariery lekkoatletycznej zmieniały nazwiska. Poniżej podane są najpierw nazwiska panieńskie, a następnie po mężu:
Jadwiga Dobrzycka → Jadwiga Majka
Wanda Jasieńska → Wanda Komar
Urszula Jasińska → Urszula Piwnicka
Genowefa Kobielska →  Genowefa Cejzik
Monika Kołodziejska → Monika Kołodziejska-Mrówka
Jadwiga Konik → Jadwiga Klimaj → Jadwiga Kowalczuk
Maria Kwaśniewska → Maria Kwaśniewska-Trytko
Klaudia Maruszewska → Klaudia Regin
Genowefa Olejarz → Genowefa Patla
Joanna Prysak → Joanna Kapusta
Zofia Solarska → Zofia Gąska
Renata Śliwińska → Renata Kostrzewska
Daniela Tarkowska → Daniela Jaworska
Teresa Tubek → Teresa Trukawińska
Jadwiga Wajsówna → Jadwiga Marcinkiewicz
Marcelina Witek → Marcelina Witek-Konefał